# FxPro
FxPro（エフエックスプロ）は、ロンドンを拠点とするオンラインブローカーであり、外国為替（FX）、株式、先物、貴金属などの差金決済取引（CFD）を個人投資家に提供している。1999年にデニス・スコティンによってキプロスで設立され、オーストリア、フランス、スペイン、ロシアなどへ事業を拡大した。2010年には英国の金融行動監視機構（FCA、旧：金融サービス機構）から認可を受け、ロンドンにオフィスを開設した。
FxPro は、MetaTrader 4、MetaTrader 5、cTrader などの取引プラットフォームを提供し、ウェブ版およびモバイル版にも対応している。特に cTrader は、ECN 取引を好むトレーダー向けに設計されており、アルゴリズム取引を可能にする cAlgo と互換性がある。
同社はスポーツ分野でのスポンサー活動にも積極的であり、2010 年には英国のフラム FC およびアストン・ヴィラ FC とスポンサー契約を締結した。さらに、2018 年にはマクラーレン F1 チームと複数年のスポンサー契約を結び、同年のモナコグランプリからマクラーレン MCL33 に FxPro のロゴが掲出された。
FxPro は、英国の金融行動監視機構（FCA）やキプロス証券取引委員会（CySEC）など、複数の規制当局より監督を受けている。顧客資金は主要な国際銀行に保管され、会社の自己資金とは分別管理されている。